# Slučaj speleoloških istraživača
Slučaj speleoloških istraživača (eng.: The Case of the Speluncean Explorers) je članak koji je objavio pravni filozof Lon L. Fuller 1949. u časopisu Harvard Law Review. Predstavljen je u obliku izmišljene presude, kao nedoumica sudske prakse i moralne dvojbe čitatelju, uz pet mogućih rješenja u obliku sudskih mišljenja koji se pripisuju sucima koji zasjedaju na izmišljenom „Vrhovnom sudu Newgartha” u godini 4300.
U tom hipotetskom slučaju, petero speleologa nađe se zarobljenima u pećini nakon odrona zemlje. Saznaju preko radioveze da će, bez hrane, vrlo vjerojatno izgladnjeti do smrti prije nego li će biti spašeni. Odluče žrtvovati i pojesti jednog od njih kako bi mogli preživjeti. Odluče koga će ubiti uz pomoć kocke. Nakon što četvoricu spasi hitna služba, saznaje se za njihov postupak te ih državni tužitelj optuži za ubojstvo petog istraživača. Sud ih proglasi krivima te se žale Vrhovnome sudu Newgartha. U slučaju izostanka opoziva presude, suočeni su sa smrtnom kaznom. Iako je zakonodavstvo jasno o tom pitanju, postoji velik pritisak u javnosti za pomilovanjem optuženika.
Članak nudi pet mogućih mišljenja sudaca. Dva suca potvrđuju presudu, naglašavajući važnost podjele vlasti i doslovnog tumačenja pravila zakonodavstva. Drugo dvoje sudaca obrnu presudu; jedan naglašava zdravi razum, dok drugi koristi argumente prirodnog prava i pristup koji služi svrsi. Peti sudac, koji ne može donijeti odluku, odustaje. Budući da sud ne može donijeti odluku zbog izjednačenosti, izvorna presuda ostaje te su ljudi osuđeni na smrt.
Fullerov pristup opisan je kao "klasičan primjer sudske prakse" i jedna od značajnijih pravnofilozofskih rasprava 20. stoljeća. Omogućuje kontrast među različitim pravnim filozofijama, od kojih su glavni prirodno i pozitivno pravo. Pedeset godina nakon objave članka, napisano je 25 sličnih hipotetskih presuda koje su napisali razni autori čija su motrišta uključivala prirodno pravo, pozitivizam, pristup koji služi svrsi i ine.

## Daljnje čitanje
- Suber, Peter. 1998. The Case of the Speluncean Explorers: Nine New Opinions. Routledge. London.
- Butler, Paul; Dershowitz, Alan; Easterbrook, Frank; Kozinski, Alex; Sunstein, Cass; West, Robin. The Case of the Speluncean Explorers Revisited. Harvard Law Review. 112: 1876–1923. doi:10.2307/1342398. JSTOR 1342398